# Pacov

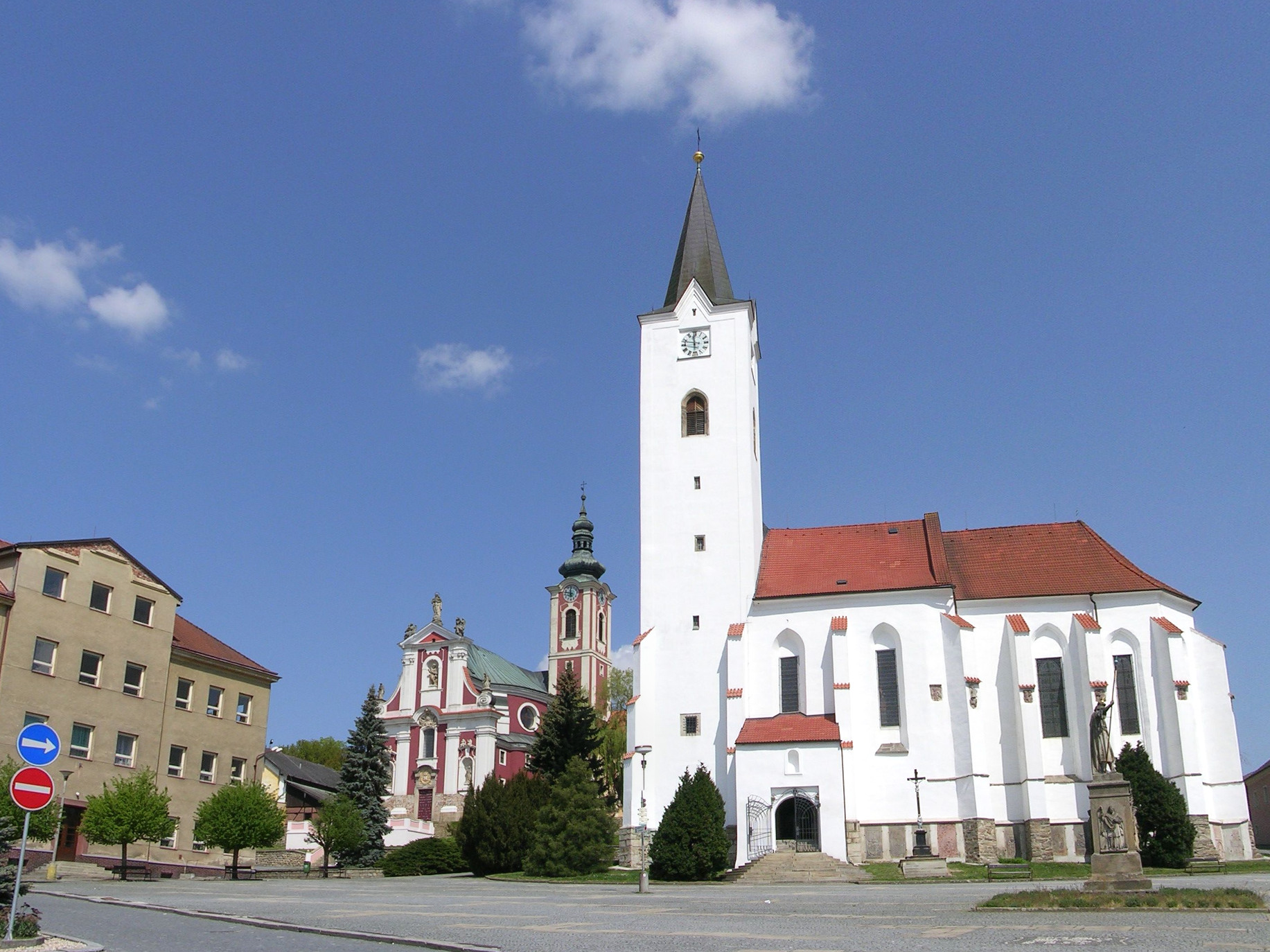
St.-Wenzel- und St.-Michael-Kirche

Pacov (deutsch Patzau) ist eine Stadt mit 4.889 Einwohnern im Westen des Bezirks Pelhřimov in Tschechien.

## Geschichte
Die Stadt besitzt zwei Türme. Eine gotische St.-Michael-Kirche und eine barocke St.-Wenzel-Kapelle, die einen Teil des Schlosses von Pacov bilden. Die St.-Wenzel-Kirche war die Klosterkirche des Karmeliterklosters, das nach der testamentarischen Verfügung des Stadtherren Johann Sigismund Mislik von Hirschov 1708 in der damaligen Burg eingerichtet wurde. 1787 wurde das Kloster aufgehoben und die Gebäude wieder als Schloss verwendet.
In Patzau wurde die Fédération Internationale de Motocyclisme (FIM) im Jahre 1903 gegründet.
In der Stadt befindet sich ein Schloss, eine Poliklinik, ein Altersheim, zwei Banken, zwei Grundschulen, eine Sonderschule, eine Musikschule, ein Gymnasium, ein Kino, eine Turnhalle, zwei Apotheken, einige Geschäfte und Gaststätten.
Die größten Betriebe sind der Maschinenbaubetrieb Pacov und die Lederfabrik Uniko Pacov, daneben gibt es einige kleinere Betriebe. Vom Berg Stražiště (744 m) nördlich der Stadt sendet der Fernsehsender Pacov.

## Stadtgliederung
Die Stadt Pacov besteht aus den Ortsteilen Bedřichov (Friedrichshof), Jetřichovec (Jetrichowitz), Pacov (Patzau), Roučkovice (Rautschkowitz), Velká Rovná (Groß Rowna) und Zhoř (Shorsch). Grundsiedlungseinheiten sind Bedřichov, Hrádek, Chroustky, Jetřichovec, K oboře, K Trucbabě, Na Propadě, Pacov-střed, Roučkovice, Trucbaba, U nádraží, V hnízdech, Velká Rovná und Zhoř.
Das Gemeindegebiet gliedert sich in die Katastralbezirke Bedřichov u Zhořce, Jetřichovec, Pacov, Roučkovice, Velká Rovná und Zhoř u Pacova.

## Verkehr
Der Bahnhof Pacov liegt südöstlich des Stadtkerns an der Bahnstrecke Tábor–Horní Cerekev und wird mehrmals täglich von Regionalzügen der tschechischen Eisenbahn CD bedient.

## Sehenswürdigkeiten
- Jüdischer Friedhof und ehemalige Synagoge

- St.-Michael-Kirche (gotisch)

- St.-Wenzel-Kirche
- Schloss

## Söhne und Töchter der Stadt
- Alois Rzach (1850–1935), österreichischer Klassischer Philologe
- Antonín Sova (1864–1928), tschechischer Dichter
- Jan Autengruber  (1887–1920), tschechischer Maler
- Vlastimil Mařinec (* 1957), Leichtathlet
- Jiří Němec (* 1966), tschechischer Fußballspieler und -trainer

## Partnergemeinde
- Arni, Schweiz